# Tamaulipas
Tamaulipas (Huasteeks: Tamaholipa) is een staat in het noordoosten van Mexico. Het grenst aan de Mexicaanse staten Veracruz, San Luis Potosí en Nuevo León en aan de Amerikaanse staat Texas. Ten oosten van Tamaulipas ligt de Golf van Mexico. Tamaulipas heeft een oppervlakte van 79.384 km² en 2.747.110 inwoners (2000). De hoofdstad is Ciudad Victoria. Andere grote steden zijn Matamoros, Nuevo Laredo, Reynosa, en Tampico.

## Geschiedenis
De naam komt van het Huaxteekse woord Tamaholipa. Het betekent waarschijnlijk "plaats van de hoge heuvels", of anders "plaats van de olijven" (holipa zou dan een verbastering zijn van het Spaanse oliva). De eerste Europeaan die Tamaulipas bereikte was waarschijnlijk Amerigo Vespucci. De eerste Spaanse nederzetting in het gebied was Tampico, gesticht in 1554. Het gebied werd pas in 1746 opgenomen in Nieuw-Spanje, en wel als Nieuw-Santander. In 1840 verklaarde Tamaulipas zich met Nuevo León en Coahuila onafhankelijk van Mexico als Republiek van de Rio Grande. De nieuwe republiek werd echter snel weer onder Mexicaans bestuur gebracht.
Tegenwoordig zijn veel Tamaulipanen werkzaam bij de zgn. maquiladoras, Amerikaanse bedrijven die vlak over de grens in Mexico fabrieken hebben gebouwd vanwege de goedkope arbeid.

## Gemeenten
Tamaulipas bestaat uit 43 gemeenten, zie lijst van gemeenten van Tamaulipas.